# Pic Pyroclastic
Le pic Pyroclastic est le deuxième sommet le plus élevé des cinq sommets volcaniques principaux du mont Cayley.
Vulcan's Thumb, autre sommet du mont Cayley, se trouve sur son arête sud.

Carte topographique de la région du mont Cayley avec le pic Pyroclastic à gauche.